# Internationale Mandenmakerijbeurs van Lichtenfels

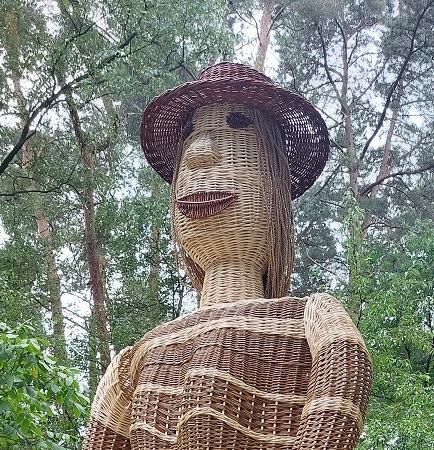
Alma Vida, de Reuzin van Lichtenfels 2023.

De Internationale Mandenmakerijbeurs van Lichtenfels is een jaarlijks markt- en feestevenement dat in het derde weekend van september in Lichtenfels (Oberfranken), ten noorden van Beieren wordt gehouden. Met dit evenement wil de stad Lichtenfels haar rol als centrum van de mandenindustrie en haar toeristische aantrekkingskracht versterken. Fabrikanten en handelaren van mandenmakersproducten uit Duitsland en andere landen gebruiken het evenement als een etalage en verkoopgelegenheid voor hun producten.
De Mandenmakerijbeurs, die voor het eerst plaatsvond in oktober 1980, wordt ondersteund door de Bundesinnung für das Flechthandwerk en gesponsord door de Werbegemeinschaft Stadtmarketing Lichtenfels en de stad Lichtenfels.